# Rachispoda cesta
Rachispoda cesta är en tvåvingeart som beskrevs av Wheeler 1995. Rachispoda cesta ingår i släktet Rachispoda och familjen hoppflugor.
Artens utbredningsområde är Costa Rica. Inga underarter finns listade i Catalogue of Life.